# رودريك هود
رودريك هود (بالإنجليزية: Rod Hood)‏ هو لاعب كرة قدم أمريكية أمريكي، ولد في 3 أكتوبر 1981 في كولومبوس في الولايات المتحدة.

## وصلات خارجية
- رودريك هود على موقع مرجع كرة القدم المحترفة.كوم (الإنجليزية)